# Opération Danger
Opération Danger (Alias Smith and Jones) est une série télévisée américaine composé d'un téléfilm pilote et de 49 épisodes, créée par Glen A. Larson et diffusée entre le 5 janvier 1971 et le 13 janvier 1973 sur le réseau ABC.
En France, seulement treize épisodes ont été doublés et diffusés (dans le désordre) à partir du 4 février 1976 sur Antenne 2[réf. nécessaire]. Elle reste inédite dans les autres pays francophones.

## Synopsis
Afin que le gouverneur leur accorde une amnistie pour tous leurs crimes passés, Hannibal Heyes et Kid Curry, deux hors-la-loi acceptent des missions secrètes sous couverture sous les pseudonymes de Joshua Smith et Thaddeus Jones. Tout en étant recherchés par la justice, ils affrontent les pires criminels de l'ouest sauvage.

## Fiche technique
- Titre original : Alias Smith and Jones
- Titre français : Opération Danger
- Création : Glen A. Larson
- Costumes : Grady Hunt
- Décors : Brook Simons, Robert Emmet Smith, Robert Luthardt, Alexander A. Mayer, William H.Tuntke et George C. Webb
- Photographie : Gene Polito, William Cronjager, John M. Stephens et Charles Straumer
- Montage : Richard Belding
- Musique : John Andrew Tartaglia, Pete Rugolo, Robert Prince, Billy Goldenberg et David Shire
  - Thème musical : Billy Goldenberg
- Production : Frank Price, Glen A. Larson et Roy Huggins
  - Production associée : Steve Heilpern, Nicholas Baehr et Jo Swerling Jr.
- Sociétés de production : Universal Studios, Public Arts Inc.
- Société de distribution : ABC
- Pays d'origine :  États-Unis
- Langue d'origine : anglais
- Format : Couleur (Technicolor) - 35 mm - 1,33:1 - son mono
- Genre : Western
- Nombre d'épisodes : 1 pilote + 49 épisodes (3 saisons)
- Durée : 74 min. (pilote) / 51 min. (épisodes)
- Dates de première diffusion :
  - États-Unis : 5 janvier 1971
  - France : 4 février 1976

## Distribution
- Pete Duel : Hannibal Heyes / Joshua Smith (1971-1972)
- Roger Davis : Hannibal Heyes / Joshua Smith (1972-1973)
- Ben Murphy : Kid Curry / Thaddeus Jones

## Épisodes

### Première saison (1971)
1. Épisode pilote : Titre français inconnu (Alias Smith and Jones)
2. Quitte ou double (The McCreedy Bust) - Diffusion française : 4 février 1976
3. Titre français inconnu (Exit from Wickenburg)
4. Erreur d'aiguillage (Wrong Train to Brimstone) - Diffusion française : 31 octobre 1978
5. Danger' (The Girl in Boxcar) - Diffusion française : 2 novembre 1978
6. Titre français inconnu (The Great Shell Game)
7. Titre français inconnu (Return to Devil's Hole)
8. Titre français inconnu (A Fistfull of Diamonds)
9. Titre français inconnu (Stagecoach Seven)
10. Titre français inconnu (The Man Who Murdered Himself)
11. Titre français inconnu (The Root of It All)
12. La Cinquième Victime (The Fifth Victim) - Diffusion française : 11 février 1976
13. Titre français inconnu (Journey from San Juan)
14. 'Ne croyez pas en l'honnête homme (Never Trust an Honest Man) - Diffusion française : 28 avril 1976
15. Titre français inconnu (The Legacy of Charlie O'Rourke)

### Deuxième saison (1971-1972)
1. Titre français inconnu (The Day They Hanged Kid Curry)
2. Titre français inconnu (How to Rob a Bank in One Hard Lesson)
3. Titre français inconnu (Jailbreak at Junction City)
4. Un ami souriant (Smiler with a Gun) - Diffusion française : 25 février 1976
5. Qui s'impose s'oppose (The Posse That Wouldn't Quit) - Diffusion française : 31 mars 1976
6. Un curieux compagnon (Something to Get Hung About) - Diffusion française : 3 mars 1976
7. Titre français inconnu (Six Strangers at Apache Springs)
8. Titre français inconnu (Night of the Red Dog)
9. Titre français inconnu (The Reformation of Harry Briscoe)
10. Titre français inconnu (Dreadful Sorry Clementine)
11. Prise d'otages (Shootout at Diablo Station) - Diffusion française : 17 mars 1976
12. Titre français inconnu (The Bounty Hunter)
13. Vole qui peut (Everything Else You Can Steal) - Diffusion française : 16 avril 1976
14. Miracle à Santa Marta (Miracle at Santa Marta) - Diffusion française : 5 mai 1976
15. Trois semaines de terreur (Twenty One Days to Tenstrike) - Diffusion française : 7 avril 1976
16. Titre français inconnu (The McGreedy Bust : Going, Going, Gone)
17. Les Affaires des autres (The Man Who Broke the Bank at Red Cap) - Diffusion française : 10 mars 1976
18. Titre français inconnu (The Men That Corrupted Hadleyburg)
19. Titre français inconnu (The Biggest Game in the West)
20. Titre français inconnu (Which Way to the O.K. Corral ?)
21. Titre français inconnu (Don't Get Mad, Get Even)
22. Titre français inconnu (What's in It for Mia ?)
23. Titre français inconnu (Bad Night in Big Butte)

### Troisième saison (1972-1973)
1. Titre français inconnu (The Long Chase)
2. Titre français inconnu (High Lonesome Country)
3. Titre français inconnu (The McCreedy Feud)
4. Titre français inconnu (The Clementine Ingredient)
5. Titre français inconnu (Bushwack !)
6. Titre français inconnu (What Happened at the XST ?)
7. Titre français inconnu (The Ten Days That Shook Kid Curry)
8. Titre français inconnu (The Day the Amnesty Came Through)
9. Titre français inconnu (The Strange Fate of Conrad Meyer Zulick)
10. Titre français inconnu (McGuffin)
11. Titre français inconnu (Witness to a Lynching)
12. Titre français inconnu (Only Three to a Bed)

## Production
Le 31 décembre 1971, après avoir tournée 33 épisodes, Pete Duel se suicide à son domicile, après une dépression. Le producteur exécutif de la série, Jo Swerling, Jr., veut annuler la série mais la chaîne ABC refuse, l'obligeant à respecter son contrat. L'équipe de tournage retourne sur le plateau dès le lendemain afin de filmer les scènes manquantes. Le narrateur de la série Roger Davis, qui tient un rôle d'invité dans le 19e épisode, est choisi pour reprendre le rôle de Hannibal, qu'il incarnera dans les 17 épisodes suivants.
Les audiences étant en baisse depuis le décès de Pete Duel, la série est annulée en janvier 1973, d'autant que les séries western n'étaient plus aussi populaires et étaient remplacées peu à peu par des séries policières.

## Sorties DVD
- États-Unis (zone 1) : l'intégralité de la série a été éditée aux États-Unis chez Universal Pictures (1er coffret) et Timeless Media (2e coffret).
  - Alias Smith and Jones, Season One : coffret 4 DVD de 15 épisodes,  sorti le 20 février 2007 en version anglaise avec sous-titres anglais. En supplément : commentaire audio de Glen A. Larson sur l'épisode pilote (ASIN B000LPS2VS)
  - Alias Smith and Jones, Season Two and Three : coffret 6 DVD de 35 épisodes, sorti le 13 avril 2010. en version anglaise sans sous-titres et sans suppléments (ASIN B003BNCMTK)
- Royaume-Uni (zone 2) : l'intégralité de la série a été éditée au Royaume-Uni chez Fabulous Films.
  - Alias Smith and Jones, Season One : coffret 4 DVD de 15 épisodes, sorti le 20 juillet 2015 en version anglaise sans sous-titres. En supplément : commentaire audio de Glen A. Larson sur l'épisode pilote (ASIN B00Y3233N2)
  - Alias Smith and Jones, Season Two : coffret 4 DVD de 23 épisodes, sorti le 10 août 2015 en version anglais sans sous-titres. Pas de suppléments (ASIN B00Y3233IW)
  - Alias Smith and Jones, Season Three : coffret 2 DVD de 12 épisodes, sorti le 10 août 2015 en version anglais sans sous-titres. Pas de suppléments (ASIN B00Y3233KK)
  - Alias Smith and Jones, The Complete Series : coffret 10 DVD de 50 épisodes, sorti le 14 septembre 2015. Reprend les mêmes caractéristiques techniques que les précédents coffrets (ASIN B00Y3233FA)
- France (zone 0) : la série a été éditée en France chez Elephant Films. Seules les deux premières saisons sont sorties.
  - Opération Danger, Intégrale saison 1  : coffret 5 DVD de 15 épisodes, sorti le 7 octobre 2015 en version française (5 épisodes) et anglaise sous-titrée (10 épisodes). Pas de suppléments (ASIN B012P5MH80)
  - Opération Danger, Intégrale saison 2 : coffret 7 DVD de 23 épisodes, sorti le 1er janvier 2016 en version française (8 épisodes) et anglaise sous-titrée (15 épisodes). Pas de suppléments (ASIN B019SD890C)